# Julian Opie

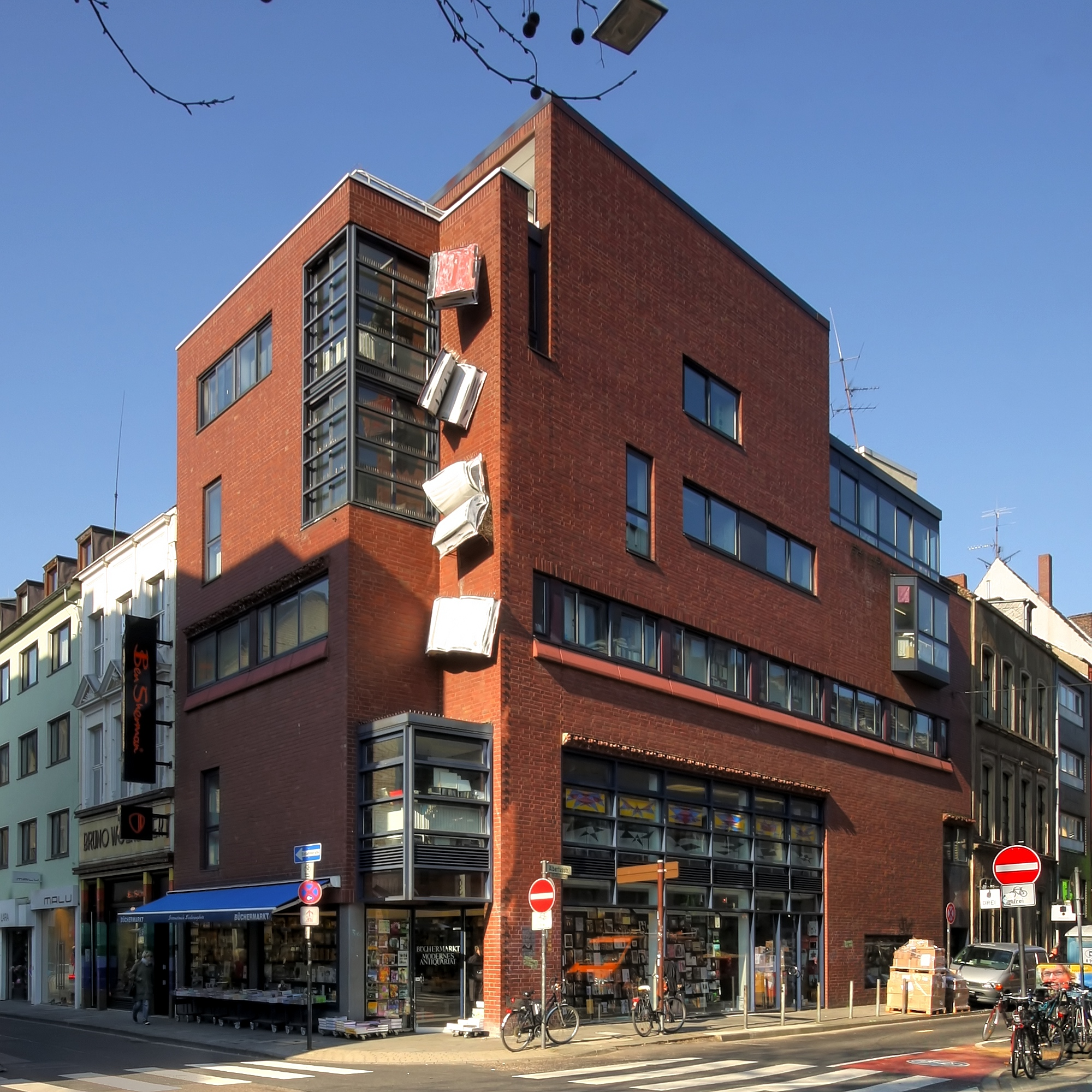
Skulptur Stürzende Bücher an der Fassade des Geschäftshauses der Buchhandlung Walther König in Köln

Julian Gilbert Opie (* 12. Dezember 1958 in London) ist ein britischer Maler, Bildhauer und Videokünstler.

## Werdegang
Opie studierte 1979 bis 1982 am Goldsmiths College in London. 1983 begann er mit Stahlblech zu arbeiten, das er in verschiedene geometrisch Figuren formte, zusammenfügte und farbig anmalte. „In diesen Wandobjekten aus Stahl ordneten sich Physikalität, Masse und Volumen der Erscheinung unter. Deshalb ließen sie sich abstrakt und im Sinne einer Illusion lesen, nicht als Körper, der sich real im Raum ausbreitet“. Eine erste Ausstellung seiner Werke hatte er 1983 in Nicholas Logsdails Lisson Gallery in London. Bereits 1984 wurde Wulf Herzogenrath auf ihn aufmerksam, der seine Arbeit (zusammen mit denen von Tony Cragg) im Kölnischen Kunstverein ausstellte.
1995 erhielt er das Sargant Fellowship der British School at Rome und 1995/96 das Stipendium des Atelier Calder in Saché, Frankreich.

## Werk
In seiner 1997 begonnenen Porträtserie reduziert er mit Hilfe eines Computerprogramms die Gesichtszüge mit schwarzen Konturlinien auf das Wesentliche, ohne dass die charakteristische Eigenart der dargestellten Person verloren geht. Ein populäres Beispiel dieser Porträts ist die Covergestaltung eines Albums der britischen Band Blur (Best of Blur). Die charakteristischen Gesichtszüge der Personen scheinen durch die plakative Vereinfachung noch deutlicher hervorzutreten. Er erhielt eine Auszeichnung der Music Week CADS für die beste Illustration „Best of Blur“.
In neueren Arbeiten bringt Opie in diese reduzierten Personendarstellungen als neues Moment die Bewegung ein. This is Kiera (2002) oder Bryan walking (2004) zeigen minimalistische Figuren, die sich in einer permanenten Bewegung befinden und doch nicht von der Stelle kommen. Für diese Arbeiten arbeitet Opie mit großen Flachbildschirmen oder Displays, auf denen die computergesteuerten Animationen eine permanente, fließende Bewegung zeigen. Ein surrealistischer Effekt ergibt sich aus der Raumlosigkeit der Darstellung, die als einzigen räumlichen Bezug die Einfassung der Displays hat. Die Animation Lyndsey talking (2004) zieht die Sprache als neues Gestaltungselement ein. Die schematisierte Darstellung der Personen in der Malerei und den Animationen kann als Transformation der Personen zu Produkten verstanden werden.
Im Jahre 2005 zeigte die Rockband U2 auf ihrer Vertigo-Tour einen gehenden Menschen als LED-Darstellung in ihrer Bühnenshow.
Er erlangte mit seinen farbigen Stahlobjekten bei der documenta 8 im Jahr 1984 erste internationale Anerkennung. Zahlreiche Ausstellungen in renommierten Galerien und Museen folgten, darunter 1993 Biennale Venedig, 1999 Lenbachhaus München, 2000 Tate Britain, London, 2003 K21 Kunstsammlung Nordrhein-Westfalen in Düsseldorf, 2004–2005 animals, cars and people veranstaltet vom Public Art Fund im City Hall Park in New York City.
Julian Opie lebt und arbeitet in London.